# Икорецкое
Икорецкое — посёлок в Панинском районе Воронежской области.
Входит в Криушанское сельское поселение, ранее входил в Мартыновское сельское поселение.

## География
Посёлок расположен на реке Икорец.

### Улицы
- ул. Икорецкая

## История
Основан в конце XIX века как хутор имения княгини Марии Александровны Мещерской (ум. 1903), дочери действительного статского советника графа Александра Никитича Панина (1790—1850) и графини Александры Сергеевны Толстой (1800—1873). В 1900 году в хуторе проживали 2 человека.

## Население
| 2000 | 2005 | 2007 | 2010 |
| ---- | ---- | ---- | ---- |
| 29   | ↘17  | ↘7   | ↘1   |